# 神戸市立好徳小学校
神戸市立好徳小学校（こうべしりつ こうとくしょうがっこう）は、兵庫県神戸市北区淡河町野瀬に所在する公立小学校。

## 概要
校名は藤沢南岳によって命名された。

## 沿革
- 1872年（明治5年）11月 - 野瀬村前田熊市邸に好徳小学校として開校。
- 1873年（明治6年）11月3日 - 現在地に移転。この日を創立記念日とする。
- 1874年（明治7年）2月 - 神影村習成小学校を合併。
- 1874年（明治7年）8月 - 神田村思誠小学校を合併。
- 1885年（明治18年）4月 - 中等科を木津村惜陰小学校に合併。
- 1887年（明治20年）4月 - 好徳簡易小学校と改称。
- 1892年（明治25年）3月 - 簡易科を尋常科に改め、好徳尋常小学校と改称。
- 1941年（昭和16年）4月1日 - 好徳国民学校と改称。
- 1947年（昭和22年）4月1日 - 上淡河村立好徳小学校と改称。
- 1957年（昭和32年）7月1日 - 上淡河村が淡河村と合併し、淡河村立好徳小学校と改称。
- 1958年（昭和33年）2月1日 - 淡河村が神戸市に編入され、神戸市立好徳小学校と改称[1]。

## 通学区域
- 神戸市北区
  - 淡河町（うち野瀬・神田・神影・東畑・行原・北畑・中山）[2]

## 校区内の主な施設
- 神戸市立淡河中学校（進学先中学校）
- 石峯寺

## 交通
- 神姫バス 15・65・115・165系統 「野瀬」より徒歩

## 通学区域が隣接している学校
- 神戸市立淡河小学校
- 神戸市立山田小学校
- 神戸市立義務教育学校八多学園
- 神戸市立大沢小学校
- 三木市立吉川小学校